# Бен Барнс
Бен Барнс (енгл. Ben Barnes; 20. август 1981) британски је глумац познат по улогама Каспијана у филмовима Летописи Нарније: Принц Каспијан и Летописи Нарније: Путовање намерника зоре и улози Доријана Греја у адаптацији романа Слика Доријана Греја Оскара Вајлда из 2009.

## Филмографија
| Година | Наслов                                    | Улога            | Напомене |
| ------ | ----------------------------------------- | ---------------- | -------- |
| 2007   | Звездана прашина                          | млади Данстан    |          |
| 2008   | Летописи Нарније: Принц Каспијан          | Принц Каспијан   |          |
| 2008   | Лака врлина                               | Џон Витакер      |          |
| 2009   | Доријан Греј                              | Доријан Греј     |          |
| 2010   | Закључан                                  | Џош              |          |
| 2010   | Летописи Нарније: Путовање намерника зоре | Краљ Каспијан    |          |
| 2011   | Убити Боноа                               | Нил Макормак     |          |
| 2012   | Плагијатор                                | младић           |          |
| 2013   | Велико венчање                            | Алехандро Грифин |          |